# F. C. Barcelona 2 - 8 F. C. Bayern de Múnich
El partido de cuartos de final de la UEFA Champions League 2019-20 entre el Fútbol Club Barcelona y el Bayern de Múnich se jugó el 14 de agosto de 2020 en el Estádio da Luz ubicado en Lisboa, Portugal. El Bayern de Múnich se impuso al FC Barcelona por 8-2, resultado que es la segunda victoria con mayor diferencia de goles (seis) en la historia de la máxima competición europea de fútbol. Asimismo, dicho partido ha sido el segundo que más goles ha registrado en las rondas eliminatorias de la era UEFA Champions League.
Debido a la pandemia de COVID-19 en Europa, el partido se jugó a puerta cerrada.

## Antecedentes

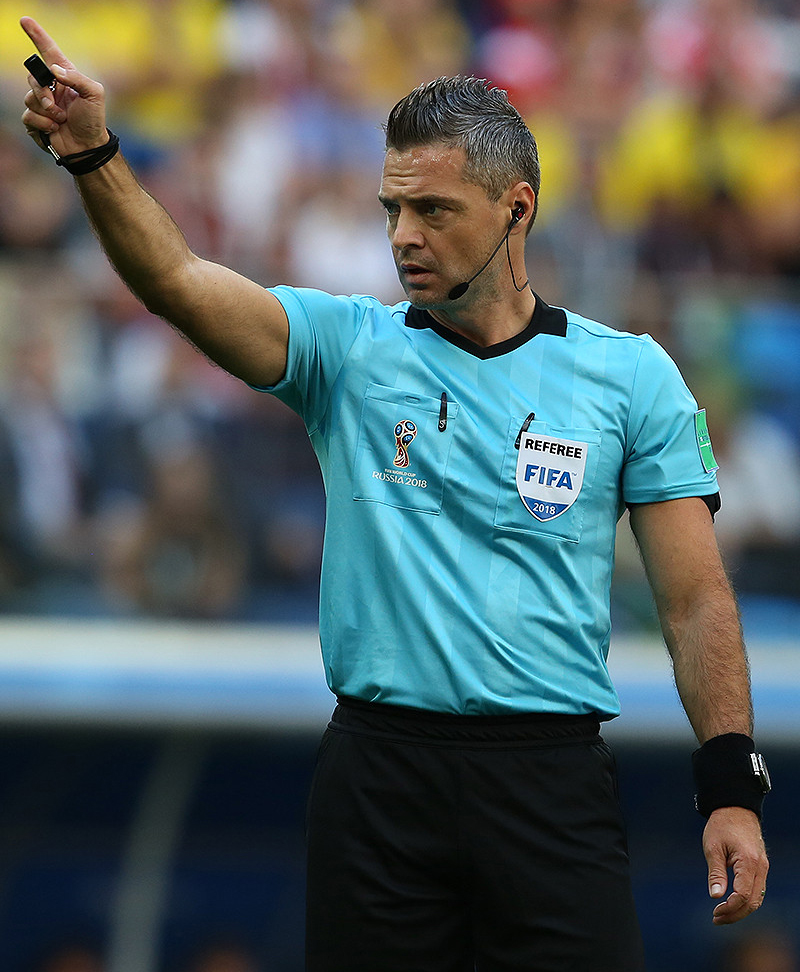
El árbitro esloveno Damir Skomina dirigió el encuentro.

En la fase de grupos de la Liga de Campeones 1998-1999, el Bayern derrotó al Barça en los dos partidos. El Bayern acabaría encabezando el Grupo D mientras que el Barcelona terminó tercero y no pudo llegar a los octavos de final. Manchester United también estuvo en la misma fase de grupos, empatando todos sus partidos ante el Bayern y el Barça para situarse segundo que les bastó para avanzar. El Bayern pasó a llegar a la final organizada por el Camp Nou en la que perdió ante el propio Manchester United, lo que le permitió al United lograr el triplete continental.
El Bayern y el Barça se habían enfrentado en cuatro eliminatorias desde la UEFA Champions League 2008-09, que rindió 26 goles antes de este partido. Es interesante que cada vez que el eventual ganador de la eliminatoria entre el Bayern y el Barça pasara no solo a ganar la UEFA Champions League, sino también a completar el triplete continental, que ocurrió en 2009 y 2015 para el Barça y en 2013 y 2020 para el Bayern. Thomas Müller del Bayern fue suplente en 2009, pero fue titular en todos los partidos posteriores del Bayern-Barça.
Barcelona ganó 5-1 en el global de los cuartos de final de la UEFA Champions League 2008-09. La victoria del Barça por 4-0 en el Camp Nou en el partido de ida, con todos los goles marcados en la primera mitad, llevó al presidente del Bayern de Múnich, Franz Beckenbauer, a comentar: "Lo que vi en la primera mitad es, sin duda, el peor fútbol de la historia del Bayern". El técnico azulgrana Pep Guardiola fue expulsado en el partido de ida por protestar por una tarjeta amarilla dada a Lionel Messi, y tuvo que ver el partido de vuelta desde la grada. Esta derrota, así como la anterior derrota por 5-1 en un partido de la Bundesliga, finalmente llevaron al despido del técnico del Bayern, Jürgen Klinsmann.
Las semifinales de la competición 2012-13 vieron a Arjen Robben y Thomas Müller inspirar al Bayern a una victoria global de 7-0, para convertirse en la mayor victoria de las semifinales en el global, incluida una victoria por 3-0 en el Camp Nou. Hasta 2020, fue la última derrota en casa del Barcelona en competición europea, donde luego caería 0-3 ante Juventus.
Las semifinales de la competición 2014-15 vieron a Lionel Messi y Neymar como los jugadores clave en una victoria global por 5-3 sobre el Bayern, una victoria por 3-0 en el Camp Nou y una derrota por 3-2 en el Allianz Arena. El entrenador del Bayern en ese momento era Pep Guardiola, quien anteriormente había dirigido al Barça de 2008 a 2012, incluidos los cuartos de final de la Liga de Campeones 2008-09 contra el Bayern.

## Camino
Ambos equipos se clasificaron para la fase eliminatoria como ganadores de sus respectivos grupos. El Barcelona se había enfrentado al Borussia Dortmund, el Inter de Milán y el Slavia Praga, mientras que el Bayern, que se enfrentó al Tottenham Hotspur, al Olympiacos y al Estrella Roja de Belgrado, ganó los seis partidos de su grupo, incluida una contundente victoria por 7-2 en el Tottenham Hotspur Stadium anotando 24 goles y concediendo solo cinco. El Barcelona se enfrentó al Nápoles en octavos de final y ganó 4-2 en el global, mientras que el Bayern de Múnich venció al Chelsea 7-1 en total, con los partidos de vuelta de ambos equipos jugados a puerta cerrada debido al impacto de la pandemia de COVID-19.

## Desarrollo

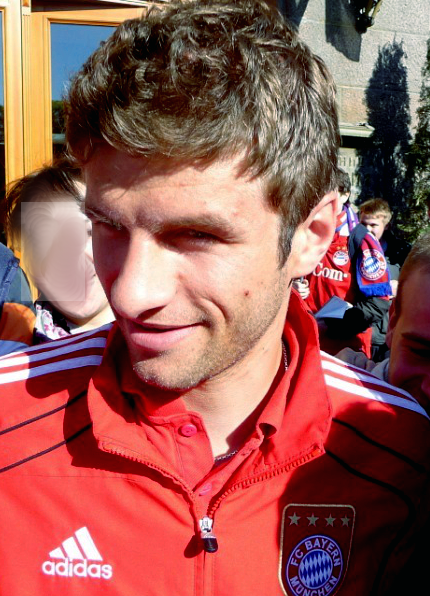
Thomas Müller ganó el premio al Mejor Jugador del Partido.

El partido se jugó el 14 de agosto de 2020 en el Estádio da Luz en Lisboa, Portugal, como parte de un torneo de eliminación simple, a raíz de la decisión de la UEFA  para completar la Champions 2019-20 y 2019-20 de la UEFA Europa League. Temporadas, que habían estado detenidas desde marzo debido a la pandemia de COVID-19, en lugares neutrales y sin asistencia de público. En los primeros 10 minutos, Thomas Müller adelantó al Bayern de Múnich tras una asistencia de Robert Lewandowski. Poco después, David Alaba cortó un centro de Jordi Alba en su propia red poco después para nivelar el marcador, antes de que el propio Barcelona desaprovechó dos oportunidades. Luis Suárez fue negado por Manuel Neuer y Lionel Messi pegó en el poste con un tiro cruzado rizado. Los minutos siguientes le quitaron el partido al Barcelona, ya que Ivan Perišić remató un disparo desviado en el minuto 21 para el Bayern, alimentado por un pase de Serge Gnabry, tras un error de pase de Sergi Roberto. El propio Gnabry anotó con un disparo de un pase de Leon Goretzka en el minuto 27, y Müller rápidamente agregó el cuarto cuatro minutos después con un centro de Joshua Kimmich.
En el minuto 57, un giro y remate desde el centro del área al ángulo inferior derecho de Diego significó un gol para el equipo español, pero poco después el remate lateral de Kimmich en el minuto 63, conectando con una entrega de Alphonso Davies - que había batido a su marcador, Nélson Semedo, en el borde del área - hizo el marcador 5-2 para los alemanes. El Bayern anotó tres goles en los últimos 10 minutos del partido cuando el delantero en forma Lewandowski, que había estado tranquilo durante la mayor parte del juego, cabeceó su 14.º gol de la campaña con un centro a corta distancia de Philippe Coutinho en el minuto 82. Coutinho, que estaba cedido al Bayern por el Barcelona, marcó los dos últimos goles del partido, un disparo con la derecha desde el centro del área al ángulo inferior izquierdo de un pase de Müller en el minuto 85, seguido de un zurdazo desde muy a corta distancia al ángulo inferior izquierdo de un pase de cabeza del suplente Lucas Hernández en el minuto 89.

## Ficha del partido

#### Barcelona – Bayern Múnich
| 14 de agosto de 2020, 21:00 HEC | Barcelona               | 2:8 (1:4) | Bayern Múnich                                                                                 | Estádio da Luz, Lisboa                                                                                                 | |
|                                 | - Alaba 7' · Suárez 57' | Reporte   | - 3' 30' Müller · 21' Perišić · 27' Gnabry · 63' Kimmich · 82' Lewandowski · 85' 89' Coutinho | Asistencia: 0 espectadores · Árbitro(s): Damir Skomina · VAR: Massimiliano Irrati · Jugador del partido: Thomas Müller | Asistencia: 0 espectadores · Árbitro(s): Damir Skomina · VAR: Massimiliano Irrati · Jugador del partido: Thomas Müller |

| 1     | POR   | Marc-André ter Stegen |     |
| 2     | DEF   | Nélson Semedo         |     |
| 3     | DEF   | Gerard Piqué          |     |
| 15    | DEF   | Clément Lenglet       |     |
| 18    | DEF   | Jordi Alba            |     |
| 20    | MED   | Sergi Roberto         | 46' |
| 5     | MED   | Sergio Busquets       | 70' |
| 21    | MED   | Frenkie de Jong       |     |
| 22    | MED   | Arturo Vidal          |     |
| 10    | DEL   | Lionel Messi          |     |
| 9     | DEL   | Luis Suárez           |     |
| D. T. | D. T. | Quique Setién         |     |

| 1     | POR   | Manuel Neuer       |     |
| 32    | DEF   | Joshua Kimmich     |     |
| 17    | DEF   | Jérôme Boateng     | 76' |
| 27    | DEF   | David Alaba        |     |
| 19    | DEF   | Alphonso Davies    | 83' |
| 18    | MED   | Leon Goretzka      | 83' |
| 6     | MED   | Thiago             |     |
| 22    | MED   | Serge Gnabry       | 76' |
| 25    | MED   | Thomas Müller      |     |
| 14    | MED   | Ivan Perišić       | 67' |
| 9     | DEL   | Robert Lewandowski |     |
| D. T. | D. T. | Hans-Dieter Flick  |     |

| 17 | DEL | Antoine Griezmann | 46' |
| 31 | DEL | Ansu Fati         | 70' |

| 29 | MED | Kingsley Coman    | 25' |
| 4  | DEF | Niklas Süle       | 68' |
| 10 | MED | Philippe Coutinho | 68' |
| 24 | MED | Corentin Tolisso  | 86' |
| 21 | DEF | Lucas Hernández   | 86' |

| 7' (a.g.) · 57' | David Alaba Luis Suárez | 1:1 2:4 |

| 4' · 22' · 27' · 31' · 63' · 82' · 85' · 89' | Thomas Müller Ivan Perišić Serge Gnabry Thomas Müller Joshua Kimmich Robert Lewandowski Philippe Coutinho | 0:1 1:2 1:3 1:4 2:5 2:6 2:7 2:8 |

| 54' · 58' · 90+2' | Luis Suárez Jordi Alba Arturo Vidal |

| 43' · 52' · 85' | Jérôme Boateng Alphonso Davies Joshua Kimmich |

| Principal  | Damir Skomina     |
| Asistentes | Jure Praprotnik   |
|            | Robert Vukan      |
| Cuarto     | Artur Soares Dias |

| VAR            | Massimiliano Irrati |
| Asistentes VAR | Marco Guida         |

|  |                    |     |     |
|  | Tiros              | 7   | 26  |
|  | Tiros a puerta     | 5   | 14  |
|  | Faltas             | 13  | 22  |
|  | Saques de esquina  | 6   | 9   |
|  | Penaltis           | 0   | 0   |
|  | Fueras de juego    | 4   | 2   |
|  | Posesión del balón | 49% | 51% |

| 1     | POR   | Marc-André ter Stegen |     |
| 2     | DEF   | Nélson Semedo         |     |
| 3     | DEF   | Gerard Piqué          |     |
| 15    | DEF   | Clément Lenglet       |     |
| 18    | DEF   | Jordi Alba            |     |
| 20    | MED   | Sergi Roberto         | 46' |
| 5     | MED   | Sergio Busquets       | 70' |
| 21    | MED   | Frenkie de Jong       |     |
| 22    | MED   | Arturo Vidal          |     |
| 10    | DEL   | Lionel Messi          |     |
| 9     | DEL   | Luis Suárez           |     |
| D. T. | D. T. | Quique Setién         |     |

| 1     | POR   | Manuel Neuer       |     |
| 32    | DEF   | Joshua Kimmich     |     |
| 17    | DEF   | Jérôme Boateng     | 76' |
| 27    | DEF   | David Alaba        |     |
| 19    | DEF   | Alphonso Davies    | 83' |
| 18    | MED   | Leon Goretzka      | 83' |
| 6     | MED   | Thiago             |     |
| 22    | MED   | Serge Gnabry       | 76' |
| 25    | MED   | Thomas Müller      |     |
| 14    | MED   | Ivan Perišić       | 67' |
| 9     | DEL   | Robert Lewandowski |     |
| D. T. | D. T. | Hans-Dieter Flick  |     |

| 17 | DEL | Antoine Griezmann | 46' |
| 31 | DEL | Ansu Fati         | 70' |

| 29 | MED | Kingsley Coman    | 25' |
| 4  | DEF | Niklas Süle       | 68' |
| 10 | MED | Philippe Coutinho | 68' |
| 24 | MED | Corentin Tolisso  | 86' |
| 21 | DEF | Lucas Hernández   | 86' |

| 7' (a.g.) · 57' | David Alaba Luis Suárez | 1:1 2:4 |

| 4' · 22' · 27' · 31' · 63' · 82' · 85' · 89' | Thomas Müller Ivan Perišić Serge Gnabry Thomas Müller Joshua Kimmich Robert Lewandowski Philippe Coutinho | 0:1 1:2 1:3 1:4 2:5 2:6 2:7 2:8 |

| 54' · 58' · 90+2' | Luis Suárez Jordi Alba Arturo Vidal |

| 43' · 52' · 85' | Jérôme Boateng Alphonso Davies Joshua Kimmich |

| Principal  | Damir Skomina     |
| Asistentes | Jure Praprotnik   |
|            | Robert Vukan      |
| Cuarto     | Artur Soares Dias |

| VAR            | Massimiliano Irrati |
| Asistentes VAR | Marco Guida         |

|  |                    |     |     |
|  | Tiros              | 7   | 26  |
|  | Tiros a puerta     | 5   | 14  |
|  | Faltas             | 13  | 22  |
|  | Saques de esquina  | 6   | 9   |
|  | Penaltis           | 0   | 0   |
|  | Fueras de juego    | 4   | 2   |
|  | Posesión del balón | 49% | 51% |

| 1     | POR   | Marc-André ter Stegen |     |
| 2     | DEF   | Nélson Semedo         |     |
| 3     | DEF   | Gerard Piqué          |     |
| 15    | DEF   | Clément Lenglet       |     |
| 18    | DEF   | Jordi Alba            |     |
| 20    | MED   | Sergi Roberto         | 46' |
| 5     | MED   | Sergio Busquets       | 70' |
| 21    | MED   | Frenkie de Jong       |     |
| 22    | MED   | Arturo Vidal          |     |
| 10    | DEL   | Lionel Messi          |     |
| 9     | DEL   | Luis Suárez           |     |
| D. T. | D. T. | Quique Setién         |     |

| 1     | POR   | Manuel Neuer       |     |
| 32    | DEF   | Joshua Kimmich     |     |
| 17    | DEF   | Jérôme Boateng     | 76' |
| 27    | DEF   | David Alaba        |     |
| 19    | DEF   | Alphonso Davies    | 83' |
| 18    | MED   | Leon Goretzka      | 83' |
| 6     | MED   | Thiago             |     |
| 22    | MED   | Serge Gnabry       | 76' |
| 25    | MED   | Thomas Müller      |     |
| 14    | MED   | Ivan Perišić       | 67' |
| 9     | DEL   | Robert Lewandowski |     |
| D. T. | D. T. | Hans-Dieter Flick  |     |

| 17 | DEL | Antoine Griezmann | 46' |
| 31 | DEL | Ansu Fati         | 70' |

| 29 | MED | Kingsley Coman    | 25' |
| 4  | DEF | Niklas Süle       | 68' |
| 10 | MED | Philippe Coutinho | 68' |
| 24 | MED | Corentin Tolisso  | 86' |
| 21 | DEF | Lucas Hernández   | 86' |

| 7' (a.g.) · 57' | David Alaba Luis Suárez | 1:1 2:4 |

| 4' · 22' · 27' · 31' · 63' · 82' · 85' · 89' | Thomas Müller Ivan Perišić Serge Gnabry Thomas Müller Joshua Kimmich Robert Lewandowski Philippe Coutinho | 0:1 1:2 1:3 1:4 2:5 2:6 2:7 2:8 |

| 54' · 58' · 90+2' | Luis Suárez Jordi Alba Arturo Vidal |

| 43' · 52' · 85' | Jérôme Boateng Alphonso Davies Joshua Kimmich |

| Principal  | Damir Skomina     |
| Asistentes | Jure Praprotnik   |
|            | Robert Vukan      |
| Cuarto     | Artur Soares Dias |

| VAR            | Massimiliano Irrati |
| Asistentes VAR | Marco Guida         |

|  |                    |     |     |
|  | Tiros              | 7   | 26  |
|  | Tiros a puerta     | 5   | 14  |
|  | Faltas             | 13  | 22  |
|  | Saques de esquina  | 6   | 9   |
|  | Penaltis           | 0   | 0   |
|  | Fueras de juego    | 4   | 2   |
|  | Posesión del balón | 49% | 51% |

| 1     | POR   | Marc-André ter Stegen |     |
| 2     | DEF   | Nélson Semedo         |     |
| 3     | DEF   | Gerard Piqué          |     |
| 15    | DEF   | Clément Lenglet       |     |
| 18    | DEF   | Jordi Alba            |     |
| 20    | MED   | Sergi Roberto         | 46' |
| 5     | MED   | Sergio Busquets       | 70' |
| 21    | MED   | Frenkie de Jong       |     |
| 22    | MED   | Arturo Vidal          |     |
| 10    | DEL   | Lionel Messi          |     |
| 9     | DEL   | Luis Suárez           |     |
| D. T. | D. T. | Quique Setién         |     |

| 1     | POR   | Manuel Neuer       |     |
| 32    | DEF   | Joshua Kimmich     |     |
| 17    | DEF   | Jérôme Boateng     | 76' |
| 27    | DEF   | David Alaba        |     |
| 19    | DEF   | Alphonso Davies    | 83' |
| 18    | MED   | Leon Goretzka      | 83' |
| 6     | MED   | Thiago             |     |
| 22    | MED   | Serge Gnabry       | 76' |
| 25    | MED   | Thomas Müller      |     |
| 14    | MED   | Ivan Perišić       | 67' |
| 9     | DEL   | Robert Lewandowski |     |
| D. T. | D. T. | Hans-Dieter Flick  |     |

| 17 | DEL | Antoine Griezmann | 46' |
| 31 | DEL | Ansu Fati         | 70' |

| 29 | MED | Kingsley Coman    | 25' |
| 4  | DEF | Niklas Süle       | 68' |
| 10 | MED | Philippe Coutinho | 68' |
| 24 | MED | Corentin Tolisso  | 86' |
| 21 | DEF | Lucas Hernández   | 86' |

| 7' (a.g.) · 57' | David Alaba Luis Suárez | 1:1 2:4 |

| 4' · 22' · 27' · 31' · 63' · 82' · 85' · 89' | Thomas Müller Ivan Perišić Serge Gnabry Thomas Müller Joshua Kimmich Robert Lewandowski Philippe Coutinho | 0:1 1:2 1:3 1:4 2:5 2:6 2:7 2:8 |

| 54' · 58' · 90+2' | Luis Suárez Jordi Alba Arturo Vidal |

| 43' · 52' · 85' | Jérôme Boateng Alphonso Davies Joshua Kimmich |

| Principal  | Damir Skomina     |
| Asistentes | Jure Praprotnik   |
|            | Robert Vukan      |
| Cuarto     | Artur Soares Dias |

| VAR            | Massimiliano Irrati |
| Asistentes VAR | Marco Guida         |

|  |                    |     |     |
|  | Tiros              | 7   | 26  |
|  | Tiros a puerta     | 5   | 14  |
|  | Faltas             | 13  | 22  |
|  | Saques de esquina  | 6   | 9   |
|  | Penaltis           | 0   | 0   |
|  | Fueras de juego    | 4   | 2   |
|  | Posesión del balón | 49% | 51% |

## Consecuencias
Barcelona sufrió su peor derrota en 69 años; esta fue la primera vez que recibieron más de 5 goles en un partido de Liga de Campeones, y su peor derrota desde el 8-1 contra el Sevilla en la ronda de octavos de la Copa del Generalísimo 1946. Bayern Múnich, por otra parte, continuó su racha ganadora en todos los partidos europeos disputados esa temporada: ganó 3-0 al Lyon en las semifinales y 1–0 en la final contra Paris Saint-Germain, consiguiendo así su sexto título y superando al Barcelona en títulos. Esto significó el segundo triplete para el club, convirtiéndose en el segundo equipo - aparte del propio Barcelona - en conseguir este logro, ganando finalmente la competición. Los ocho goles que el Bayern anotó fue la máxima cantidad que un equipo logró en una fase eliminatoria de Copa de Europa desde que el Real Madrid venció al Swarovski Tirol 9–1 en la ronda de octavos en 1990.
El delantero del Bayern, Robert Lewandowski, se convirtió en el primer jugador en anotar en ocho o más partidos consecutivos de Champions League desde Cristiano Ronaldo en 2018 (once partidos), mientras que el entrenador del Bayern, Hansi Flick, se convirtió en el tercer entrenador en la historia de la Liga de Campeones en ganar sus primeros 6 partidos, después de Fabio Capello en la temporada 1992–93 y Luis Fernández en la 1994–95. El partido fue comparado con la semifinal del Mundial 2014 entre Brasil y Alemania al marcar Muller el primer gol en el 7-1 a Brasil, en el cual Jérôme Boateng y Manuel Neuer también jugaron. Asimismo, Flick fue el asistente técnico de Alemania en ese partido.
El defensor del Barcelona Gerard Piqué, afirmó que el club necesitaba cambios estructurales a todos los niveles, mientras que el presidente Josep Maria Bartomeu, lo describió como desastre. Tres días después del juego, Barcelona despidió al entrenador Quique Setién. Al día siguiente el director deportivo Eric Abidal también fue cesado. Setién fue reemplazado el 19 de agosto por Ronald Koeman, quien jugó para el club desde 1989 a 1995 y fue su asistente técnico bajo la dirección de Louis van Gaal desde 1998 a 2000.
Haciéndose parcialmente responsable de esta dura derrota, el capitán del Barcelona, Lionel Messi, pidió abandonar el Barcelona, explicando que esta petición se debió a la incapacidad de competir por el título de Champions League después de tres debacles previas (0–3 contra Juventus en los cuartos de final de 2016–17, 0–3 contra Roma en los cuartos de final de 2017–18, y 0–4 contra Liverpool en las semifinales de 2018–19), diciendo: "He mirado en el horizonte y quiero competir al máximo nivel, ganar títulos, competir en la Champions League. Puedes ganar o perder, porque es muy difícil, pero tienes que competir. Al menos compite por ella y no caernos como en Roma, Liverpool y Lisboa. Todo eso me llevó a pensar acerca de esa decisión que quería llevar a cabo". Aunque Messi se quedó en el verano, la derrota fue el final de Ivan Rakitić, Nélson Semedo, Luis Suárez y Arturo Vidal en el club, al abandonar los cuatro jugadores el Barcelona en la siguiente ventana de fichajes.
Ambos equipos volverían a encontrarse tres veces más después de este partido: Primero en la fase de grupos de la Champions 2021–22, en la que vio salir victorioso al Bayern Munich con un marcador favorable de 3–0 en ambos partidos, el segundo de los cuales envió al Barcelona a la UEFA Europa League por primera vez en diecisiete años, lo que agravó la percepción de crisis dentro del equipo. Marca señaló que la relegación del Barcelona a la Europa League fue el final de "un glorioso ciclo que estaba llegando al final," después de que el equipo haya sufrido un total de diez goleadas desde 2017, calificando el 2-8 como "la peor". Luego se encontrarían otra vez en la fase de grupos de la Liga de Campeones 2022–23. Barcelona vio su mala racha continuar contra el Bayern al perder 2–0 en Múnich y 3–0 en el Camp Nou, dejándolos eliminados de la Liga de Campeones y pasando a la Liga Europa por segunda temporada consecutiva. Fue la primera vez que el Barcelona era eliminado en la fase de grupos por segunda vez consecutiva en 24 años (en las temporadas 1997–98 y 1998–99 respectivamente, estando también involucrado el Bayern en la última). Por último, la victoria por 4-1 en la Fase de Liga de Champions League 2024/25, la cual parece ser un signo de mejoría en el equipo, buscando revertir los malos resultados de temporadas anteriores.